# Janko Veselinović

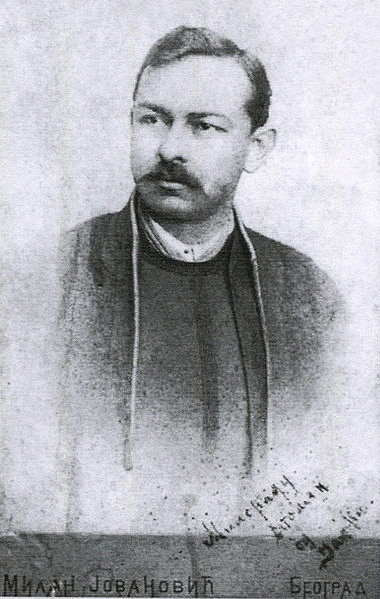
Janko Veselinović

Janko Veselinović (kyrillisch: Јанко Веселиновић; * 1. Maijul. / 13. Mai 1862greg. in Salaš Crnobarski, Mačva; † 13. Junijul. / 26. Juni 1905greg. in Glogovac, Mačva) war ein serbischer Schriftsteller.

## Leben
Veselinović war von Beruf Lehrer und lebte in der serbischen Landschaft Mačva westlich von Belgrad, aus der er auch stammte. 

## Werke
Er gehörte dem serbischen Realismus an und verfasste Romane und Erzählungen, die die allmählich absterbende patriarchale Gesellschaft der serbischen Großfamilie (Zadruga) zum Inhalt haben. Mit großer Liebe zum Detail werden zahlreiche ethnographisch interessante Details aus dem alten bäuerlichen Leben Serbiens geschildert. Sein erfolgreichstes Buch ist der historische Roman Hajduk Stanko, der mit reichem Kolorit und spannender Handlung die Zeit des ersten serbischen Aufstandes gegen die Türken beschreibt.
Von Veselinovićs Werken liegen so gut wie keine Übersetzungen ins Deutsche vor.
- Seljanka, Roman 1888
- Slike iz seoskog života, Erzählungen, 2 Bände, 1886–88
- Poljsko cveće, Erzählungen, 1890/91
- Rajske duše, Erzählungen, 1893
- Stari poznavici, Erzählungen, 1891–96
- Hajduk Stanko, Roman, 1896
- Borci, Erzählungen
- Pisma sa sela, Erzählungen
- Celokupna dela 9 Bände, 1927–33
- Der Flötenspieler, Erzählung (1932 auf Deutsch erschienen)